# Lisac (Klana)
 Lisac  (olaszul: Isera) falu Horvátországban, a Tengermellék-Hegyvidék megyében. Közigazgatásilag Klanához tartozik.

## Fekvése
Fiumétól 19 km-re, községközpontjától 4 km-re északnyugatra a szlovén határ mellett a Pliš, Liščić és a Grmada hegyek lábánál fekszik.

## Története
A települést még birtokként említik először 1435-ben a fiumei Ágoston rendi kolostor részére adott adománylevelében. Ezután évszázadokig az ágostai rendi barátok birtoka volt. A 18. századi katonai térképeken "Liszacz, Liszaczki verh" alakban szerepel Szent György templomának feltüntetésével. A monarchia 1818-as népszámlálásakor 32 háztartása és 188 lakosa volt, közülük az Iskra, Calcich, Simcich, Marinatz, Schustar és Wallincich vezetéknevek a leggyakoribbak. A településnek 1857-ben 223, 1910-ben 234 lakosa volt. A Szent György templom 1887-es átépítése minden családjára nagy terhet rótt. A templom ekkor a ma Szlovéniához tartozó jelšanei plébánia filiája volt. Az itteni gyermekek Klanára jártak iskolába. Lakói földműveléssel, állattenyésztéssel foglalkoztak. A közösségi élet központja a "Lovac" vendéglő, ahová különösen a falu védőszentjének Szent Györgynek a napján jönnek össze a falu családjai és rokonságuk. Lisacnak 2011-ben 112 lakosa volt.

## Lakosság
| Lakosság változása | Lakosság változása | Lakosság változása | Lakosság változása | Lakosság változása | Lakosság változása | Lakosság változása | Lakosság változása | Lakosság változása | Lakosság változása | Lakosság változása | Lakosság változása | Lakosság változása | Lakosság változása | Lakosság változása | Lakosság változása |
| ------------------ | ------------------ | ------------------ | ------------------ | ------------------ | ------------------ | ------------------ | ------------------ | ------------------ | ------------------ | ------------------ | ------------------ | ------------------ | ------------------ | ------------------ | ------------------ |
| 1857               | 1869               | 1880               | 1890               | 1900               | 1910               | 1921               | 1931               | 1948               | 1953               | 1961               | 1971               | 1981               | 1991               | 2001               | 2011               |
| 223                | 193                | 198                | 212                | 224                | 234                | 264                | 249                | 181                | 190                | 159                | 158                | 122                | 109                | 107                | 112                |

## Nevezetességei
Szent György tiszteletére szentelt templomának pontos építési ideje nem ismert, az oltárba az 1836-os évszám van bevésve. Mai formájában nagy költséggel 1887-ben építették át. A templom egyhajós, sokszög záródású szentéllyel. Az eredeti, gótikus-reneszánsz templomot az 1880-as években jelentősen átépítették. Ekkor emelték meg az oldalfalakat, melyeket dupla, íves ablaknyílásokkal szereltek fel. Új harangdúcot, az apszisba új ablakokat és portált készítettek, az áthidalóra pedig az 1886-os évszámot faragták. Ebből az alkalomból egy a 19. századi szakrális építészetre jellemző, klasszikusan kialakított előcsarnokot építettek a templomhoz.